# PGC 2269189
LEDA/PGC 2269189 ist eine Galaxie mit aktivem Galaxienkern im Sternbild Jagdhunde am Nordsternhimmel. Sie ist schätzungsweise 1,7 Milliarden Lichtjahre von der Milchstraße entfernt. Im selben Himmelsareal befinden sich u. a. die Galaxien NGC 4389 und NGC 4392.